# Ибн аль-Каланиси
Хамза ибн Асад абу Йала ибн аль-Каланиси (ок. 1070—1160) — арабский политик и хронист XII века, живший в Дамаске.
Ибн аль-Каланиси был выходцем из племенной группы Бану Тамим, участвовавшей в арабском завоевании Дамаска и входившей в то время в знатные слои его населения, изучал литературу, теологию и шариат, дважды назначался раисом Дамаска.
История Дамаска аль-Каланиси (известная также как Зайл — «Продолжение»; полное название — Музаййал Тарих Димашк — «Продолжение хроники Дамаска») является продолжением не дошедшей до нас хроники (Тарих) Хилала ибн Мухассина ас-Саби и охватывает период с 1056 до смерти аль-Каланиси в 1160.
История Дамаска аль-Каланиси является одним из немногочисленных арабских источников по истории Первого Крестового Похода.

## Издания
- Ibn al-Qualanisi. The History of Damascus. Ed. by H. F. Amedroz. Leiden, 1908
- Заборов М. А. История крестовых походов в документах и материалах: Учеб. пособие для вузов по специальности «История» / Рец.: кафедра истории средних веков МГУ; проф. З. В. Удальцова. — М.: Высшая школа, 1977. — 272 с. — 20 000 экз. (Ибн аль-Каланиси, История Дамаска, фрагменты)